# Kunsten Museum of Modern Art Aalborg

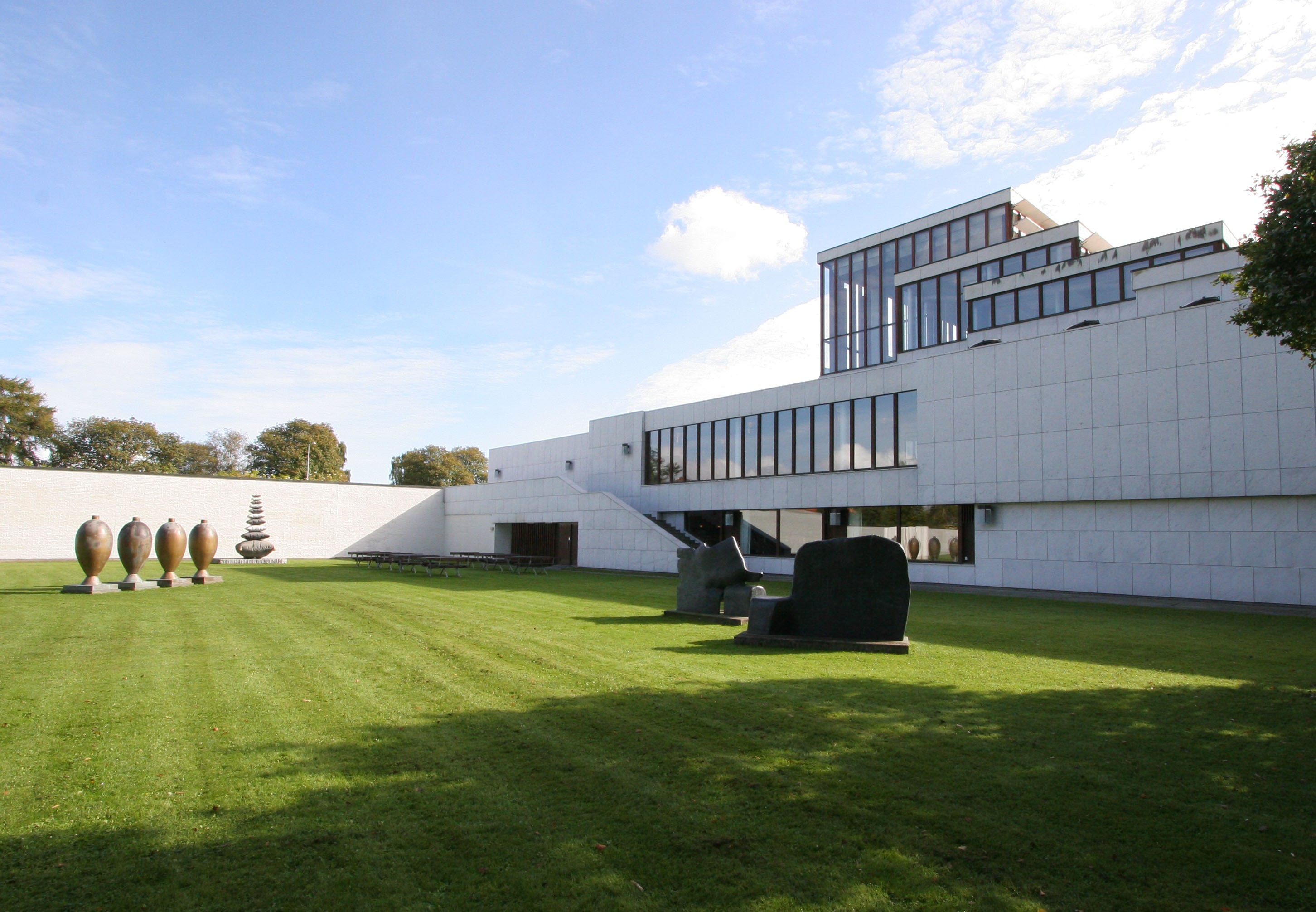
Das Museum und der Skulpturenpark

Das Kunsten Museum of Modern Art (deutsch: Museum moderner Kunst / Museum der modernen Künste) befindet sich in Aalborg, Dänemark in der Kong Christians Allé. Im Jahr 2022 zählte das Museum um die 100.000 Besuchende. Neben einer Dauerausstellung zeigt Kunsten eine Vielzahl von Sonderausstellungen aus den Bereichen dänischer und internationaler Kunst.

## Geschichte
Die Pläne zum Bau des Museums wurden 1958 aus 144 Einreichungen ausgesucht. Die Ausschreibung gewannen das finnische Architektenpaar Elissa und Alvar Aalto sowie ihr Partner Jean-Jacques Baruël. Aufgrund finanzieller Schwierigkeiten konnte der Baubeginn erst 1966 starten. Fertiggestellt war das Museum 1972 und wurde im selben Jahr am 8. Juni offiziell eröffnet. Den heutigen Namen erhielt das Museum 2008, zuvor hieß es Nordjütländisches Kunstmuseum in Aalborg (Dänisch: Nordjyllands Kunstmuseum i Aalborg). Seit 2016 wird KUNSTEN nicht mehr in Großbuchstaben geschrieben.

## Architektonischer Aufbau
Das Museum ist auf einem quadratischen Grundriss gebaut mit kleineren Galerien rund um die zentrale Ausstellungsfläche. Unter dem Motto „Was die Akustik für einen Konzertsaal ist, ist das Licht für ein Kunstmuseum.“ (What acoustics are to a concert hall, light is to a museum of art) haben die Architekten das Museum entworfen. Durch zahlreiche Fenster und Oberlichter wird das Licht in die Räume geleitet und reflektiert.
Das Erdgeschoss beinhaltet Stellplätze, ein Restaurant, zwei Hörsäle und eine Restaurierungswerkstatt.

## Sammlung

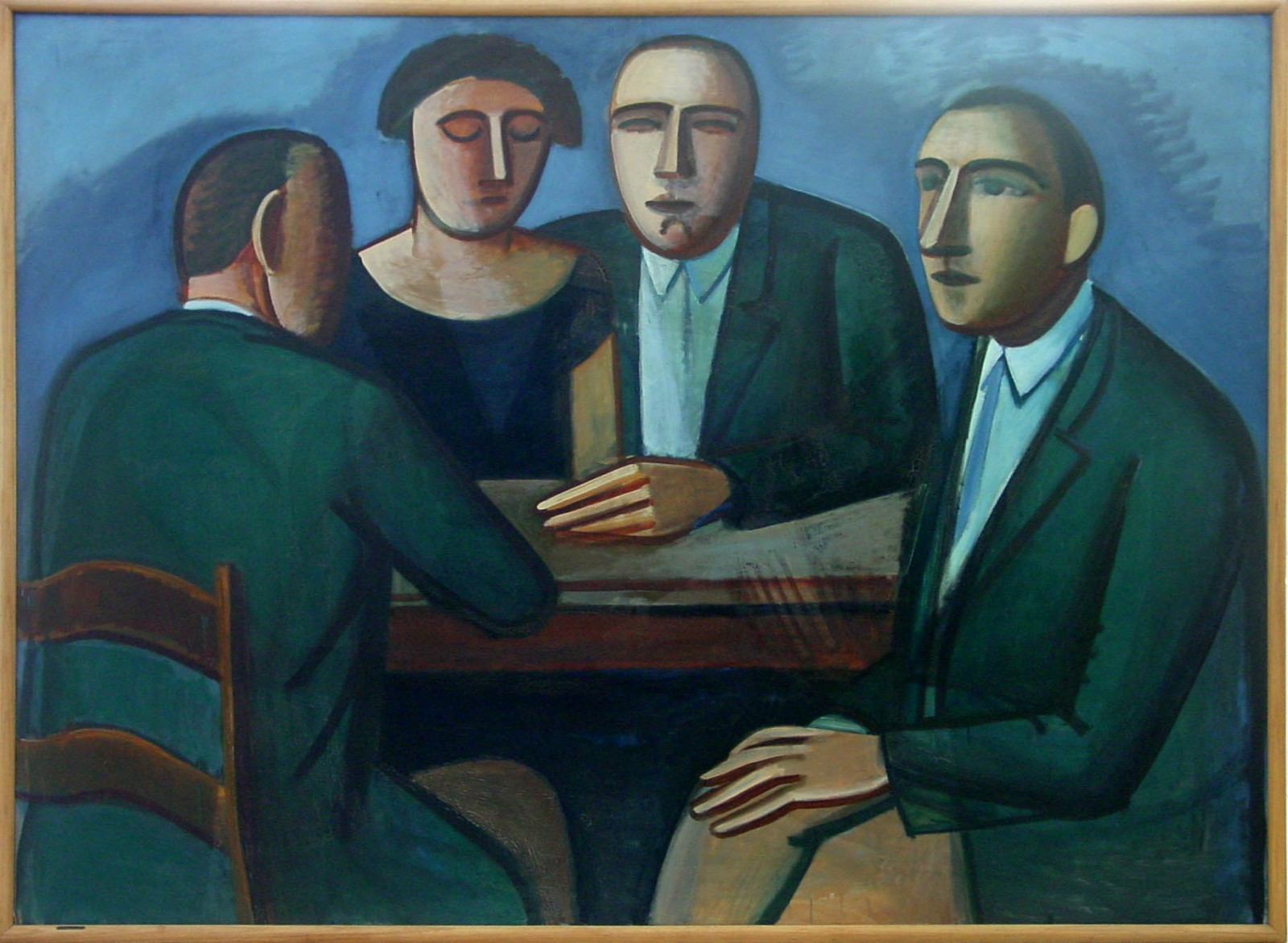
Vilhelm Lundstrøm, Figurengruppe um einen Tisch, 1927

Die Sammlung enthält über 4000 Kunstobjekte. Darunter Gemälde, Skulpturen und andere Medien, die eine weite Spanne von Naturalismus über abstrakte Kunst bis hin zu zeitgenössischer experimenteller Kunst abdecken. In der Sammlung sind vorrangig dänische Künstlerinnen und Künstler aus dem späten 19. sowie frühen 20. Jahrhundert. Unter anderem Werke von: Vilhelm Lundstrøm, Edvard Weie, Jens Søndergaard, Erik Hoppe, Wilhelm Freddie, Ejler Bille, Egill Jacobsen, Victor Isbrand, Asger Jorn, Carl-Henning Pedersen, Sonja Ferlov Mancoba, Richard Mortensen und Robert Jacobsen. Die Kunst des 20. Jahrhunderts wird vertreten durch Willy Ørskov, Poul Gernes, Mogens Møller, Kirsten Ortwed, Kehnet Nielsen, Ingvar Cronhammar und weiteren. Internationale Künstler wie Max Ernst und Marc Chagall sind ebenfalls ausgestellt.
Zusätzlich befinden sich viele private Kollektionen in der Sammlung, wie beispielsweise die Anna und Kresten Krestensen Kollektion, die 1967 durch eine Förderung der Kristen und Palle Dige Stiftung erworben werden konnte.
Der umliegende Skulpturenpark zeigt unter anderem Werke von Bjørn Nørgaard, Mogens Møller, Jeppe Hein und Gunnar Aagaard Andersen.

## Direktion
- Lasse Andersson (2020 – )
- Gitte Ørskou (2009 – 2019)
- Nina Hobolth (1989 – 2009)
- Else Bülow (1979 – 1989)
- Lars Rostrup Bøyesen (1970 – 1979)